# ميكاه جنكينز
ميكاه جنكينز (بالإنجليزية: Micah Jenkins)‏ هو ضابط أمريكي، ولد في 1 ديسمبر 1835 في كارولاينا الجنوبية في الولايات المتحدة، وتوفي في 6 مايو 1864 في معركة ويلدرنس في الولايات المتحدة.